# Angelo Lancelotti
Angelo Lancelotti, soprannominato Lancio (Gardone Val Trompia, 14 ottobre 1977) è un pilota automobilistico italiano.

## Carriera

### Karting
Inizia le prime gare nel 1993 e prosegue fino al 1996 quando inizia ad alternare le competizioni kartistiche con quelle delle vetture formula.

### Formule minori
Nel 1996 partecipa a due campionati Formula Renault, quello francese e quello europeo concludendo quest'ultimo in decima posizione. L'anno successivo rinnova la partecipazione al solo campionato europeo, concludendolo in sesta posizione con 58 punti raccolti. Anche nella stagione 1998 partecipa all'europeo concludendo in settima posizione.
Nel 2000 partecipa a due gare del campionato Formula 3000 Italia con una Lola T96/50 del team First Grand Prix.

### Sportprototipi
Nel 1999 viene ingaggiato dal team Cauduro Tampolli Racing per partecipare al campionato Sports Racing World Cup nella classe SR2, riuscendo a conquistare il titolo al volante di una Tampolli SR2 RTA-99 motorizzata Alfa Romeo. Nel 2000 prende parte solo ad alcune gare dello stesso campionato, prima al volante di una Ferrari 333 SP e poi di una Riley & Scott Mk III. Con quest'ultima prende il via anche alla 1000 km del Nürburgring ma è costretto al ritiro.
Nel 2002 partecipa come wild card alla gara di Brno del FIA Sportscar Championship.

### Turismo e Gran Turismo
Nel 2001 partecipa al Campionato europeo Superturismo con una Alfa Romeo 156 del team Conrero ottenendo spesso piazzamenti a metà classifica che lo portano a concludere il campionato in undicesima posizione con 323 punti raccolti.
Con lo stesso team partecipa poi nel 2003 alla Porsche Supercup che conclude in decima posizione.

## Palmares parziale
- Tre volte vincitore della 6 ore di Vallelunga nel 1999, 2000 e 2004.
- Vincitore del campionato del mondo prototipi ISRS SR2 nel 1999/2000.
- Vincitore nel 2004 della 1000 Miglia di Interlagos, Brasile, con la vettura Chrysler Viper GTS-R